# 日本動物学会
公益社団法人日本動物学会（にほんどうぶつがっかい、英: The Zoological Society of Japan）は、動物科学研究の発展と普及を目的とする日本の学会。

## 概要
日本動物学会の創立は基礎科学系の諸学会の中でもきわめて早く、東京大学の初代動物学教授であったエドワード・S・モースが、同植物学教授矢田部良吉とともに1878年（明治11年）に創立した東京生物学会にさかのぼることができる。その後、1885年（明治18年）には東京動物学会へと名称を変更し、さらに、1923年（大正12年）に日本動物学会と再度改称し、1993年（平成5年）の社団法人化をへて今日に至る。
戦後、会員数は1,000名を越え、さらに新制大学の発足は若い世代を動物学に志向させ、研究者の質的・量的拡大へと連なり、1954年（昭和29年）の学会創立75周年記念祝典を機に会員数は急速に増加に転じた。現在は会員数2,300人を超える規模となっている。
学術集会を年1回開催、全国7支部（北海道支部、東北支部、関東支部、中部支部、近畿支部、中国四国支部、九州支部）における支部会、また一般向け講演会開催を活発に行っている。
生物科学学会連合の加盟団体である。

## 年次大会
- 第92回日本動物学会オンライン米子大会が2021年9月3日から9月5日まで開催された[3]。
- 第91回日本動物学会米子大会が2020年9月4日から9月5日までオンライン開催された[4]。

## 出版物
学会誌として英文学術誌「Zoological Science」，「Zoological Letters]の二誌を発行している。